# Gare de Goryōkaku
La gare de Goryōkaku (五稜郭駅, Goryōkaku-eki) est une gare ferroviaire située dans la ville de Hakodate, à Hokkaidō au Japon. Elle est exploitée par les compagnies JR Hokkaido et South Hokkaido Railway.

## Situation ferroviaire
La gare est située au point kilométrique (PK) 3,4 de la ligne principale Hakodate. Elle marque le début de la ligne Dōnan Isaribi Tetsudō.

## Historique
La gare est inaugurée le 1er septembre 1911.

## Service des voyageurs

### Accueil
La gare dispose d'un bâtiment voyageurs, avec guichets, ouvert tous les jours.

### Desserte
- Ligne principale Hakodate :
  - voies 3 et 4 : direction Hakodate
  - voies 5 et 6 : direction Shin-Hakodate-Hokuto, Oshamambe et Sapporo
- Ligne Dōnan Isaribi Tetsudō :
  - voies 5 et 6 :  direction Kikonai